# Cerro Memby
"Cerro Memby" es una colonia
de gente que vive en el campo. Fue bautizado por con el nombre "Cerro Memby" por un cerro que se encuentra en ese lugar
El Cerro Memby es un montículo o cumbre situado en la jurisdicción del municipio de Yby Yaú, Concepción de la República del Paraguay. Con una altitud de 325 m s. n. m., este cerro pertenece al grupo de elevaciones de las Sierras de San Luís.
Allí se encuentra la Colonia de "Cerro Memby" que es una Colonia de gente de la zona rural  de distrito de Yby Yaú

## Localización
Se encuentra 12 kilómetros al este del casco urbano de Yby Yaú y puede ser visto desde la ruta nacional n.º 5 "General Bernardino Caballero" que une las capitales departamentales de Concepción y Pedro Juan Caballero.

### Coordenadas
22°54′12″S 56°27′14″O / -22.90333, -56.45389